# ماريا دينيس
ماريا دينيس (بالإيطالية: Maria Denis)‏ هي ممثلة أرجنتينية وإيطالية، ولدت في 22 نوفمبر 1916 ببوينس آيرس في الأرجنتين، وتوفيت في 15 أبريل 2004 بروما في إيطاليا.

## وصلات خارجية
- ماريا دينيس على موقع IMDb (الإنجليزية)
- ماريا دينيس على موقع ألو سيني (الفرنسية)
- ماريا دينيس على موقع أول موفي (الإنجليزية)
- ماريا دينيس على موقع قاعدة بيانات الأفلام السويدية (السويدية)
- ماريا دينيس على موقع قاعدة بيانات الفيلم (الإنجليزية)
- ماريا دينيس على موقع كينوبويسك (الروسية)